# 과일소주

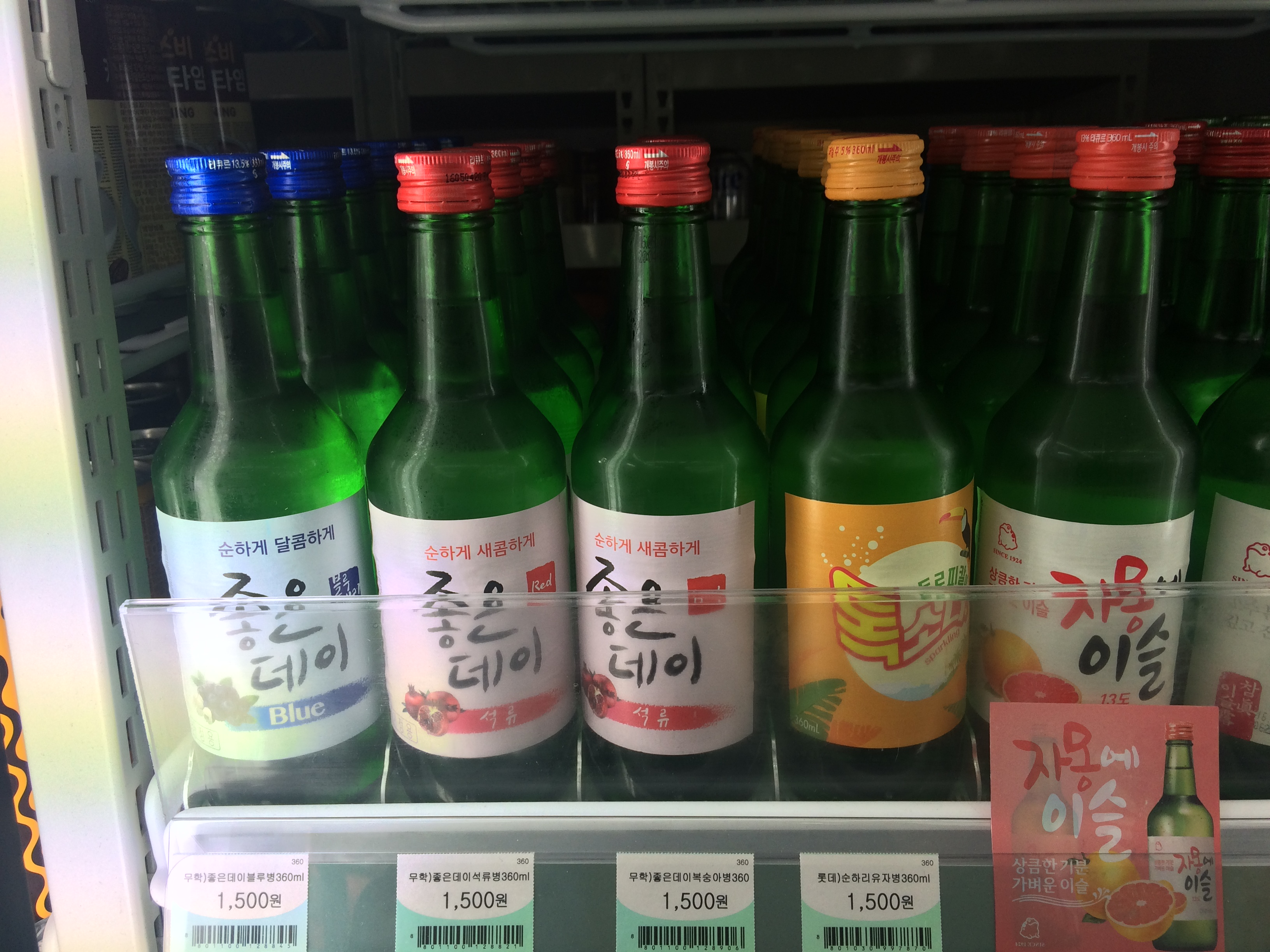

과일소주는 소주의 종류 중 하나로, 과일 향이 나는 소주를 의미한다.

## 브랜드
1. 순하리
허니버터칩급 품귀현상을 일으킨 장본인으로 달콤하고 맛있는 유자향에 주량을 초과해서까지 먹게 된다고 한다. 하지만 14도라는 높은 도수로 다음날 일반 소주를 먹는 것에 비해 숙취가 엄청나다고 한다.
2. 좋은데이 블루/레드/옐로우/스칼렛
주류회사 무학이 순하리의 대항마로 내놨다. 달콤한 블루베리 풍선껌 맛이 나는 블루, 석류의 새콤함이 입에서 톡톡 터지는 레드, 유자의 상큼함이 입을 휘어 감는 옐로우, 달콤쌉쌀한 자몽맛의 스칼렛까지 나왔다. 달콤한 맛에 마시다 훅 갈수 있는 도수인 14도이다.
3. 상콤달콤 순한참
경북 지역에서만 맛볼 수 있다는 금복주의 순한참. 또 유자냐고 하겠지만 순한참은 알코올 향이 좀 더 강하다. 과일소주가 음료수처럼 느껴지는 사람에게 추천하며 아이의 달콤함과 어른의 쓴맛을 적절히 섞은 과일소주다. 자몽맛과 블루베리맛도 맛볼 수 있고 역시 14도이다.
4. 참이슬 자몽
예쁜 보틀에 담겨있어 여심 뿐 아니라 남심도 자극한다. 소주의 양대산맥 중 하나인 참이슬에서 야심차게 내놓는 소주로, 이탈리아산 100% 천연 사과 과즙을 사용했다고 한다. 자몽 및 청포도맛도 빠른 시일 내에 맛볼 수 있다고. 이 소주는 다른 술보다 조금 높은 도수인 16도이다.
5. the 찾을수록
이탈리아산 소주보다 훨씬 맛있는 경북 의성에 달콤한 사과가 담긴 ‘the 찾을수록’은 그 맛을 인정받아 미국에도 수출된다고 한다. 16도로 도수가 조금 높긴 하지만 목넘김이 예술이라고 한다. 과일소주로는 감귤맛, 생강맛도 있다. 이름처럼 계속 더 찾게 되는 소주이다.

6. 시원(C1)소주/블루/로즈/자몽
남들과는 다르고 누구보다 시원한 시원블루 로즈는 천연암반수 100%에 마테잎차와 벌꿀을 더했고, 클래식 음향진동숙성공법으로 목넘김까지 신경 썼다고 한다. 건강까지 생각하는 소주라서 다른 소주에 비해 덜 걱정하며 마실 수 있다. 시원블루 로즈는 15.8도, 시원블루 자몽은 14도이다.